# Sebastián Prieto
Sebastián Prieto (Buenos Aires, 19 de Maio de 1975) é um tenista profissional argentino, especialista em duplas. Seu melhor ranking na ATP foi a 22ª posição, em 2006. Prieto representa a Equipe Argentina de Copa Davis, e possui nove títulos do ATP Tour.

## Honras
- 1998 	Movistar Open, Chile, com Mariano Hood
- 1999 	ATP de Palermo, Itália, com Mariano Hood
- 2001 	ATP de Bogotá, Colômbia, com Mariano Hood
- 2003 	ATP de Buenos Aires, Argentina, com Mariano Hood
- 2005 	ATP de Stuttgart, Alemanha, com José Acasuso
- 2005 	ATP de Bucareste, Romênia, com José Acasuso
- 2006 	Movistar Open, Chile, com José Acasuso
- 2007 	ATP de Buenos Aires, Argentina, com Martín García
- 2008 	Movistar Open, Chile, com José Acasuso